# 죠셉 죠스타

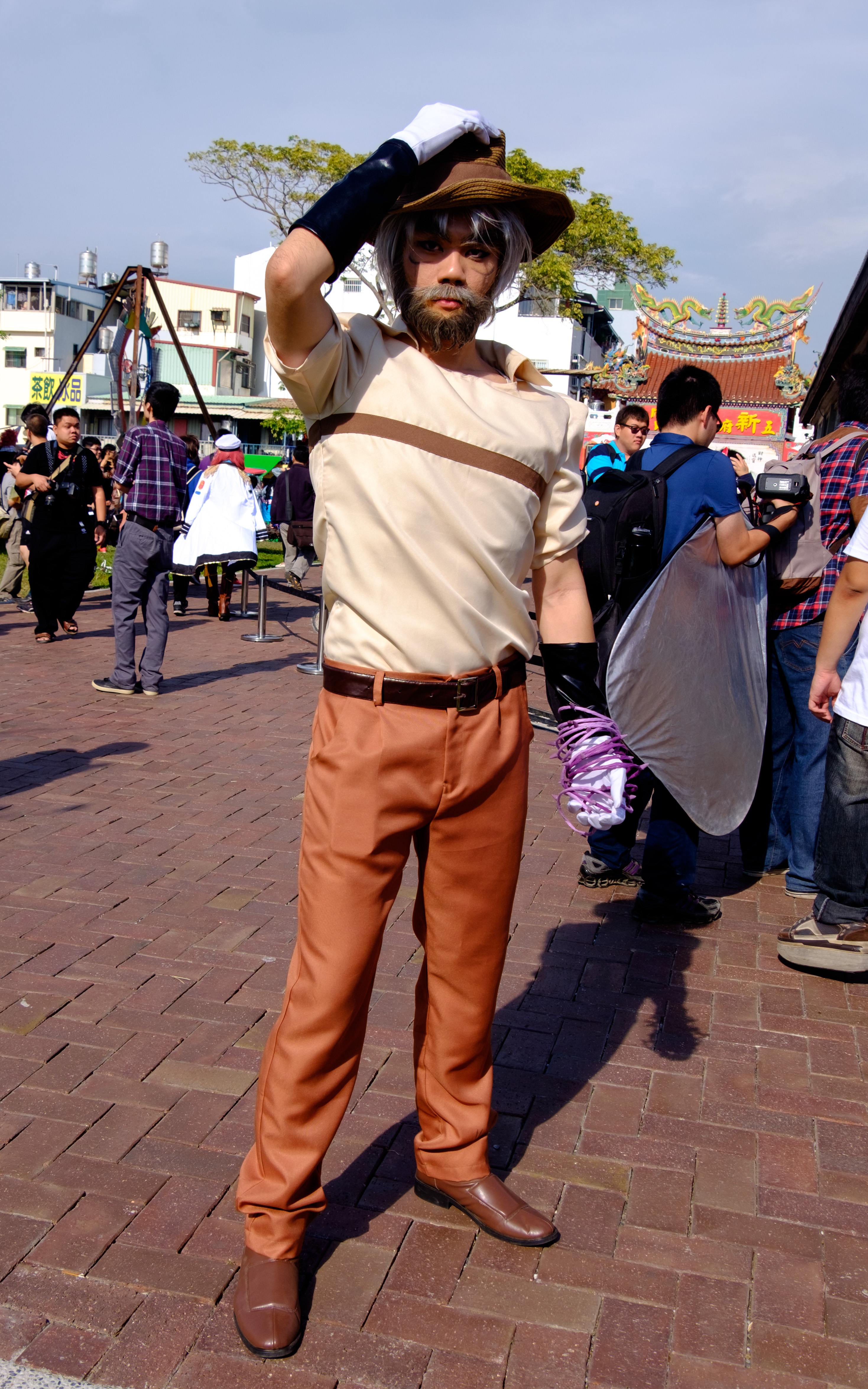
코스프레 모습

죠셉 죠스타(Joseph Joestar)는 아라키 히로히코의 만화 《죠죠의 기묘한 모험》에 등장하는 가상의 인물이다. 2부 '전투조류'의 주인공이다.

## 작중에서의 행적
2부 전투조류
1938년 멕시코의 한 유적지, 스피드왜건 재단의 유적발굴대는 유적 지하를 조사하던 도중 미라의 옆에 있던 문양에서 석가면의 흔적을 발견한다. 스피드왜건과 톰페티 노사의 후계자 스트레이초가 유적 깊은 곳으로 들어가자 거기에는 많은 석가면과 함께 기둥에 박혀 동면 중인 기둥 속 사내 '산타나' 가 잠들어 있었다. 그 순간 스트레이초는 모든 것을 초월한 생물이 되고 싶은 욕망에 눈을 떠 함께 있던 일행을 살해하고 석가면의 힘을 이용해 디오와 같은 흡혈귀로 거듭난다. 한편, 할머니인 에리나와 함께 뉴욕으로 이사한 죠셉은 스트레이초의 손에 가족과도 같은 존재인 스피드왜건이 살해당했다는 소식을 듣는다. 분노한 죠셉은 자신을 죽이러 찾아온 스트레이초를 쓰러트리고 마지막 순간에 자신이 기둥 속 사내와 운명처럼 만나게 될 것임을 전해듣는데...
3부 스타더스트 크루세이더즈
기둥 속 사내 사건 이후로 약 50년 뒤(1989년) 69세가 된 죠셉. 자신의 조부 죠나단 죠스타의 신체를 빼앗은 DIO가 스탠드를 발현시키자 죠나단의 후손 죠셉은 물론이고, 죠셉의 외손자 쿠죠 죠타로와 그의 어머니, 죠셉의 딸 홀리 죠스타에게 스탠드가 발현된다. 홀리의 몸이 스탠드를 견디지 못해 죽을 위기에 처하자 홀리의 목숨을 구하기 위해 쿠죠 죠타로, 무함마드 압둘, 카쿄인 노리아키와 함께 DIO가 있는 이집트로 떠나게 되는데...
4부 다이아몬드는 부서지지 않는다
이집트 여행 이후 약 10년 뒤(1999년), M현 S시 모리오쵸에서 쿠죠 죠타로는 유산 정리 중 발견된 죠셉의 혼외자식인 히가시카타 죠스케를 찾아낸다. 죠스케의 주변에 위험이 도사리고 있다는 것을 허밋 퍼플의 염사로 알게 된 죠셉은 배를 타고 모리오쵸로 향하게 되는데...

## 능력
- 파문:  오버드라이브(자신의 신체일부에서 태양에너지와 비슷한 힘을 낼 수 있다)나 파문을 활용한 치유 능력과 같은 죠나단이 사용한 기술에 덧붙여, 파문을 사용해 음료수 병의 뚜껑을 발사하거나 머리카락에 파문을 흘려 공중에 흩뿌려 배리어를 만드는 식의 응용도 보여준다.

- 스탠드- 허밋 퍼플:  허밋 퍼플로 폴라로이드 카메라를 가격하면 염사(念寫)를 할 수 있다. 스탠드에 파문을 흘려보내는 것도 가능하다. 후반부에는 TV를 사용한 염사나 게임기에 조작이 가해지지 않았는지 검사하는 등의 활용법도 나온다.

- 무기: 톰슨 기관총, 크래커 볼레이  -죠셉을 죽이기 위해 찾아온 스트레이초에게 톰슨 기관총을 연사해 선전포고를 했다.  -딱딱이와 비슷한 장난감인 크래커 볼으로 와무우에게 타격을 주었다.